# Бартоломе

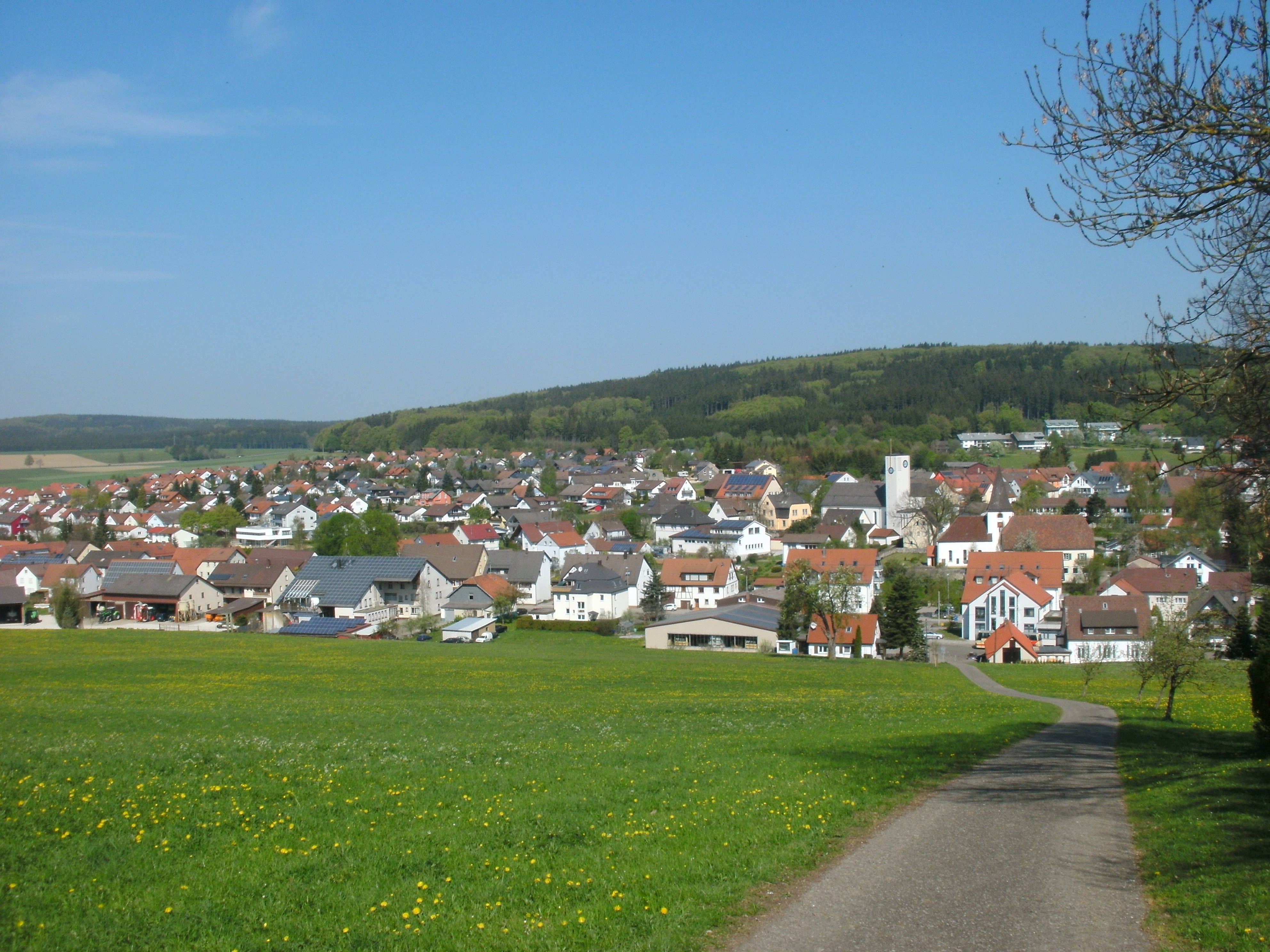
Бартоломе

Бартоломе (нем. Bartholomä) — коммуна в Германии, в земле Баден-Вюртемберг. 
Подчиняется административному округу Штутгарт. Входит в состав района Восточный Альб.  Население составляет 2125 человек (на 31 декабря 2010 года). Занимает площадь 20,75 км².